# 趙祥星
趙祥星（？—1692年），清朝軍事將領。

## 生平
貢士出身。順治五年，任山西趙城縣知縣，后改直隸順德府任縣知縣。順治十四年，任福建道監察御史。順治十五年，任湖廣湖南巡按御史。順治十七年，任掌山東道監察御史。康熙元年，任兩浙巡鹽御史。康熙二年，任工科給事中，后改順天府府丞。康熙十二年，任右通政，改左通政、大理寺卿、山東巡撫、兵部右侍郎。后官至兵部尚書，康熙十七年，署山東提督。